# Tour de La Provence
Die Tour de La Provence (bis 2018: Tour Cycliste International La Provence) ist ein französisches Straßenradrennen in der südfranzösischen Provence.
Das Etappenrennen wurde erstmals im Jahr 2016 ausgetragen. Die erste Austragung erstreckte sich über drei Etappen und führte über Istres und Marseille. Auf Anhieb wurde es Teil der UCI Europe Tour und war dort in der UCI-Kategorie 2.1 eingestuft. Im Jahr 2020 wurde der Wettbewerb in die UCI ProSeries aufgenommen.

## Palmarès
| Jahr | Sieger           | Zweiter            | Dritter             |          |
| ---- | ---------------- | ------------------ | ------------------- | -------- |
| 2016 | Thomas Voeckler  | Petr Vakoč         | Lilian Calmejane    |          |
| 2017 | Rohan Dennis     | Mattia Cattaneo    | Alexandre Geniez    |          |
| 2018 | Alexandre Geniez | Tony Gallopin      | Rudy Molard         |          |
| 2019 | Gorka Izagirre   | Simon Clarke       | Tony Gallopin       |          |
| 2020 | Nairo Quintana   | Alexander Wlassow  | Alexei Luzenko      |          |
| 2021 | Iván Sosa        | Julian Alaphilippe | Egan Bernal         |          |
| 2022 | Nairo Quintana   | Julian Alaphilippe | Mattias Skjelmose   |          |
| 2023 | abgesagt         | abgesagt           | abgesagt            | abgesagt |
| 2024 | Mads Pedersen    | Axel Zingle        | Raúl García Pierna  |          |
| 2025 | Mads Pedersen    | Matej Mohorič      | Marijn van den Berg |          |